# Achyrolimonia immerens
Achyrolimonia immerens is een tweevleugelige uit de familie steltmuggen (Limoniidae). De soort komt voor in het Oriëntaals gebied.